# NGC 6849
NGC 6849 је елиптична галаксија у сазвежђу Стрелац која се налази на NGC листи објеката дубоког неба.
Деклинација објекта је - 40° 11' 54" а ректасцензија 20h 6m 15,6s. Привидна величина (магнитуда) објекта NGC 6849 износи 12,0 а фотографска магнитуда 13,0. Налази се на удаљености од 54,621 милиона парсека од Сунца. NGC 6849 је још познат и под ознакама ESO 339-32, MCG -7-41-7, PGC 64097.